# Maximilian Mundt
Maximilian Mundt (ur. 1 stycznia 1996 w Hamburgu) – niemiecki aktor, model i fotograf.

## Filmografia

### Filmy
- 2016: Radio Heimat jako Mücke
- 2017: Tigermilch jako Tobi
- 2018: Eure Kinder (film krótkometrażowy) jako Henrik
- 2018: Panzer (film krótkometrażowy) jako Casper

### Seriale TV
- 2013: Notruf Hafenkante jako Felix Hoffmann
- 2014: Die Pfefferkörner jako Theo
- 2017: Großstadtrevier jako Leo Dinkel
- 2017: Bad Cop: Kriminell gut jako Sprayer KC
- 2019: Nord bei Nordwest jako Max Busch
- 2019-2020: Jak sprzedawać dragi w sieci (szybko) (How to Sell Drugs Online (Fast)) jako Moritz Zimmermann